# MOESI
MOESI — протокол поддержки когерентности кэшей микропроцессоров, включающий в себя все возможные состояния, используемые в других протоколах. В дополнение к состояниям часто используемого протокола MESI, добавлено пятое состояние «Owned», означающее что данные одновременно и модифицированы и разделяются (modified и shared). Оно позволяет избежать необходимости записи модифицированных данных обратно в основную память, прежде чем другие процессоры системы смогут её прочесть. Данные все еще необходимо записать в память, но с данным протоколом эта запись (write-back) может быть отложена.
Используется микропроцессорами AMD Opteron.
Согласно документации AMD64 Architecture Programmer’s Manual Vol 2 'System Programming', каждая линия кэша находится в одном из пяти состояний:
Модифицирована (Modified)Кэш-линия в модифицированном состоянии содержит наиболее свежие, корректные данные. Копия данных в основной памяти устарела и некорректна, и ни один другой процессор не имеет копии данных. Данные в кэш-линии могут быть повторно модифицированы без каких-либо запросов и изменений состояния. Состояние может поменяться на Exclusive при записи измененных данных в основную память.
Владелец (Owned)Кэш-линия в состоянии owned содержит наиболее свежие, корректные данные. Состояние Оwned похоже на состояние Shared тем, что другие процессоры могут иметь копию наиболее свежих и корректных данных. В отличие от состояния Shared, однако, копия в основной памяти может быть устаревшей и некорректной. Только один из процессоров может иметь данную кэш-линию в состоянии Owned, все остальные процессоры могут иметь эти данные только в состоянии Shared. Кеш-линия может перейти в состояние Modified после снятия актуальности (принудительного перевода в состояние Invalid) всех разделяемых копий в других процессорах, или в состояние Shared при записи измененных данных в основную память.
Эксклюзивное (Exclusive)Кэш-линия в эксклюзивном состоянии содержит наиболее свежие, корректные данные. Копия в основной памяти также содержит наиболее свежую, корректную копию данных. Ни один другой процессор не имеет копии данных в своем кэше. Состояние может измениться на Modified в любой момент для модификации содержимого данной кэш-линии. Также состояние в любой момент может измениться на Invalid.
Разделяемое (Shared)Кэш-линия в разделяемом состоянии содержит наиболее свежие, корректные данные. Другие процессоры в системе могут иметь копии данных в разделяемом состоянии. Копия в основной памяти также содержит наиболее свежую, корректную копию данных, если ни один другой процессор не имеет данной кэш-линии в состоянии owned. Запись в данную кэш-линию запрещенна, и требует перевода её в эксклюзивное состояние с одновременным переводом всех остальных разделяемых копий в состояние Invalid. Также состояние может измениться на Invalid в любой момент.
Не актуальное (Invalid)Кэш-линия в разделяемом состоянии не содержит корректных данных. Корректные копии данных могут быть либо в основной памяти, либо в кэше другого процессора.
Для любой пары кешей разрешены следующие состояния заданной кэш-строки:
|   | M         | O         | E         | S         | I         |
| - | --------- | --------- | --------- | --------- | --------- |
| M | ❌        | ❌        | ❌        | ❌        | зелёная ✓ |
| O | ❌        | ❌        | ❌        | зелёная ✓ | зелёная ✓ |
| E | ❌        | ❌        | ❌        | ❌        | зелёная ✓ |
| S | ❌        | зелёная ✓ | ❌        | зелёная ✓ | зелёная ✓ |
| I | зелёная ✓ | зелёная ✓ | зелёная ✓ | зелёная ✓ | зелёная ✓ |

Данный протокол, являясь усложнением более простого протокола MESI protocol, позволяет избежать необходимости записи изменений кэш-линии в основную память для разрешения другому процессору их чтения. Состояние Owned позволяет процессору передать модифицированные данные непосредственно в другой процессор. 
Если процессор хочет записать в кэш-линию с состоянием Owned, он должен уведомить остальные процессоры, которые разделяют эту кеш-линию. В зависимости от реализации возможен либо запрос на изменение всех разделяемых копий в состояние Invalid (и перевод своей копии в модифицированное состояние), либо запрос на обновление их копий новыми данными (своя копия остается в состоянии Owned).